# 鄭伯昆

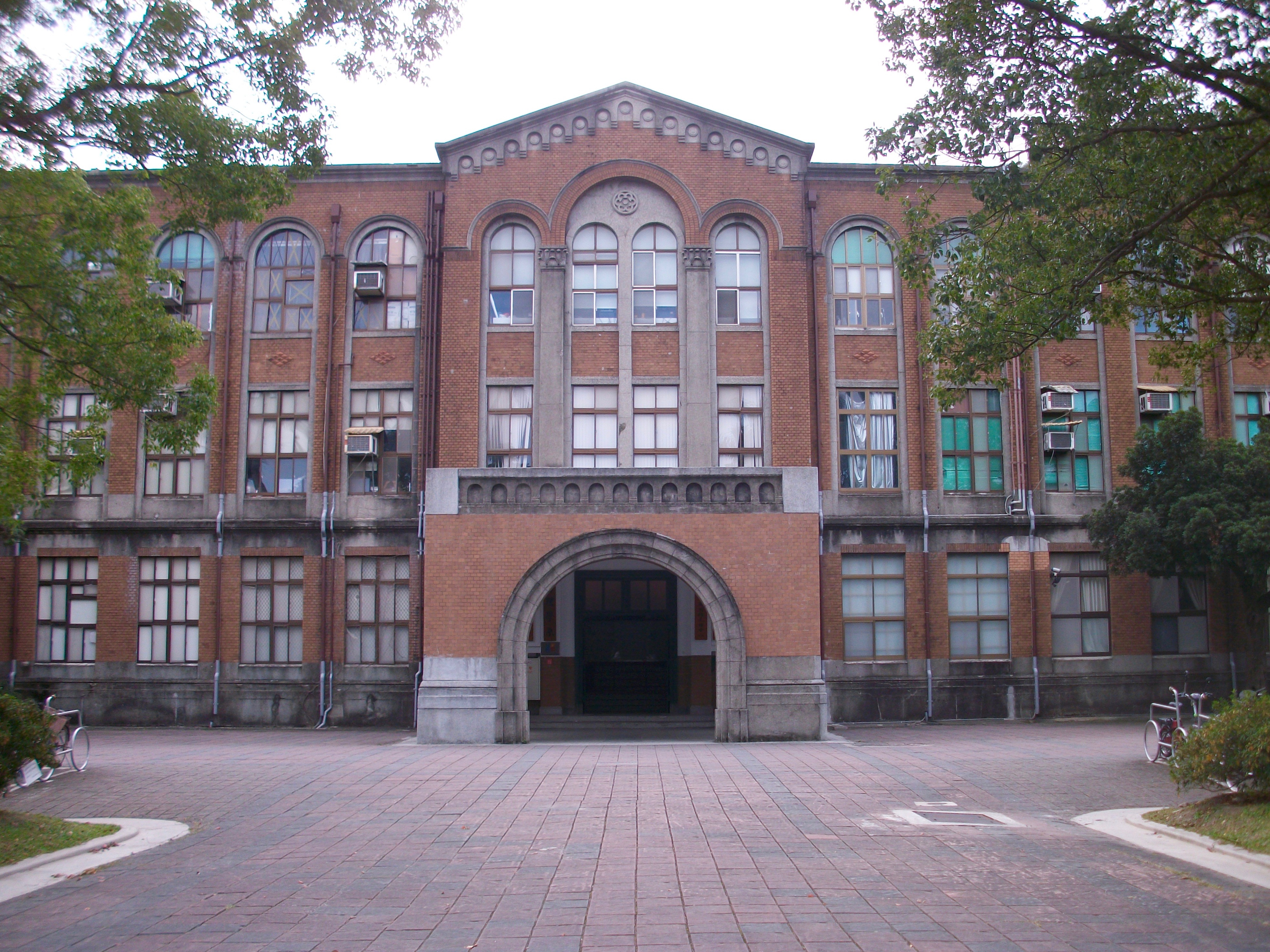
早年的臺大物理系系館（臺大二號館）

鄭伯昆（1930年2月26日—），臺灣新竹人，是一位實驗物理學家:34。他曾經就讀於新竹中學、國立臺灣大學物理學系（简称：臺大物理系），以及美國密西根大學，並曾於臺大物理系擔任系主任。鄭伯昆也曾參與臺灣國家同步輻射研究中心與其加速器的籌建，並自行研製加速器磁鐵。

## 生平
鄭伯昆於1930年生於日治臺灣的新竹州，他們家當時屬於新竹的望族:34。1950年，他從新竹中學畢業，並於1954年畢業於國立臺灣大學物理學系，並在從該系畢業後留任助教:34。1961年，鄭伯昆與許雲基、黃振麟等人一同獲得國際原子能委員會的補助，前往日本東海村原子能研究所擔任研究助理、進行為期二年的專題研究:34:168。那時，鄭伯昆參與該處一個研究梅思堡效應的團隊，該團隊是當時全亞洲最早做出梅思堡效應的二個團隊之一:34。
1965年至1968年，鄭伯昆在美國密西根大學就讀博士學位，並在阿岡國家實驗室擔任研究助理，以一年的時間完成了他的博士論文:34。爾後，鄭伯昆返回臺大物理系任教，並歷任副教授、教授等職:34。在這段期間，他指導該系大學部學生的近代物理學實驗課程，朱有花也在接受《牛頓》訪問時表示大學期間受到鄭伯昆很大的影響:35。鄭伯昆也收藏了許多當年近代物理學實驗課程的報告:35。他也在1969年接替方聲恆主持了該系的固態物理實驗室:466，進行有關梅思堡效應、金屬內正子的生命期、鹼鹵鹽類正電子消滅輻射的角相依、鉍單晶的霍爾效應、四氧化三鐵金屬非金屬相變、以及超高真空蒸鍍薄膜電性等研究:35，並在1970年代在國際期刊中發表數十篇論文:36。
1977年8月，鄭伯昆接任臺大物理系系主任，並於1980年7月卸任，任職其間遺失中子源，造成數人污染。在1980年代，鄭伯昆與其學生一同參與臺灣國家同步輻射研究中心與其加速器的籌建，並自行研製加速器磁鐵:36。他在1995年從臺大物理系退休，成為名譽教授:34。退休後，鄭伯昆至淡江大學物理系授課，並持續在同步輻射中心、利用同步輻射光束做研究:36。

## 著作
- 《14百萬電子伏特下砷的中子總截面》，1963年[6]。
- 《民國40年前後在台大二號館的原子核實驗室－述許雲基先生早期的工作及其貢獻》，1993年[7]。
- 《再談早期台大核子物理實驗室》，1999年[8]。
- 《台大核子物理實驗室 (四) 有關的日本科學家》，2008年[9]。

## 外部連結
- 國立臺灣大學物理學系 （页面存档备份，存于）（繁體中文）
- 中華民國物理學會 （页面存档备份，存于）

| 教育職務             | 教育職務                     | 教育職務      |
| -------------------- | ---------------------------- | ------------- |
| 國立臺灣大學物理學系 |                              |               |
| 前任： 崔伯銓        | 系主任 1977年8月 ~ 1980年7月 | 繼任： 黃振麟 |